# Griffin Kyiv
Griffin Kyiv (ucraino: "Гріффін" Київ) è un club professionistico di beach soccer con sede a Kiev, in Ucraina.

## Rosa
| N. |                    | Ruolo | Calciatore           |
| -- | ------------------ | ----- | -------------------- |
|    | Ucraina (bandiera) | P     | Volodymyr Hladchenko |
|    | Ucraina (bandiera) | D     | Anton Butko          |
|    | Ucraina (bandiera) | D     | Viktor Panteleichuk  |
|    | Ucraina (bandiera) | D     | Oleksii Illichov     |
|    | Ucraina (bandiera) | A     | Viktor Aranovskiy    |
|    | Ucraina (bandiera) | D     | Yurii Shcherytsia    |

| N. |                    | Ruolo | Calciatore         |
| -- | ------------------ | ----- | ------------------ |
|    | Ucraina (bandiera) | C     | Viktor Bakumenko   |
|    | Ucraina (bandiera) | A     | Maksym Voitok      |
|    | Ucraina (bandiera) | D     | Artem Illichov     |
|    | Ucraina (bandiera) | C     | Serhiy Romanovskyi |
|    | Ucraina (bandiera) | P     | Taras Kovalenko    |

Allenatore:  Yevhen Varenytsia